# Degithina hersilia
Degithina hersilia là một loài tò vò trong họ Ichneumonidae.